# 莫哈末拉末
丹斯里莫哈末·拉末（1938年1月4日—2010年1月1日）昵称“Tok Mat”，马来西亚政治人物、巫统党员。他曾于1978年至1982年担任新闻部长，之后又于1987年被时任首相马哈迪·莫哈末委任为新闻部长，直至1999年。此外，他也于1988年至1996年担任巫统总秘书，并在1988年至1999年担任国阵总秘书。
1963年，莫哈末拉末加入巫统，并在1969年大选中当选为埔来国会议员，直至1999年大选不再连任。作为新闻部长，他于1987年推出了旨在向人民灌输爱国主义的“Setia Bersama Rakyat”（Semarak）计划。
退休后，他一直患有肾病，不断接受洗肾治疗。2010年1月1日，莫哈末拉末在位于吉隆坡白沙罗高原的住所睡梦中去世，享年71岁。之后，他被安葬在武吉加拉穆斯林公墓。
他的儿子诺嘉兹兰为现任国会上议院副主席。